# Klaus H. Goetz
Klaus H. Goetz (* 23. August 1961 in Reutlingen) ist ein deutscher Politikwissenschaftler und Professor an der Ludwig-Maximilians-Universität München.

## Leben
Klaus H. Goetz studierte Italianistik und Politikwissenschaften in Tübingen, an der University of Massachusetts und der London School of Economics.
Nach seiner Promotion am Nuffield College der Universität Oxford lehrte und forschte er weiterhin dort, anschließend an der Deutschen Universität für Verwaltungswissenschaften Speyer und an der London School of Economics.
Im Jahr 2008 trat er eine Professur an der Universität Potsdam an. Im Jahr 2013 akzeptierte er den Ruf an die Ludwig-Maximilians-Universität München und übernahm einen Lehrstuhl am Geschwister-Scholl-Institut in der Nachfolge von Werner Weidenfeld.
Gastprofessuren und Forschungsaufenthalte führten ihn an das Sciences Po, an das Institut für Höhere Studien in Wien, an die Hebrew University in Jerusalem, das European University Institute in Florenz, die Universität Tokio und die Humboldt-Universität zu Berlin.
Goetz ist seit 2000 Mitherausgeber der Zeitschrift West European Politics und seit 2012 Mitglied des Executive Committee des European Consortium of Political Research – ECPR.

## Positionen
Goetz lehnt Volksentscheide auf Bundesebene ab. Er ist der Meinung, dass solche über Gesetze zu komplex seien, um von normalen Bürgerinnen und Bürgern mit Ja oder Nein beantwortet werden zu können. Diese sollten höchstens in Volksbegehren darüber äußern dürfen, ob sich ein Parlament mit einer Frage beschäftigen soll oder nicht, und nicht über Gesetzesvorlagen.

## Forschungsschwerpunkte
Seine Forschungsschwerpunkte umfassen die Europäisierung, Europäische Integration und Public Policy in der EU.